# Oenothera villosa
Oenothera villosa là một loài thực vật có hoa trong họ Anh thảo chiều. Loài này được Thunb. mô tả khoa học đầu tiên năm 1794.

## Hình ảnh

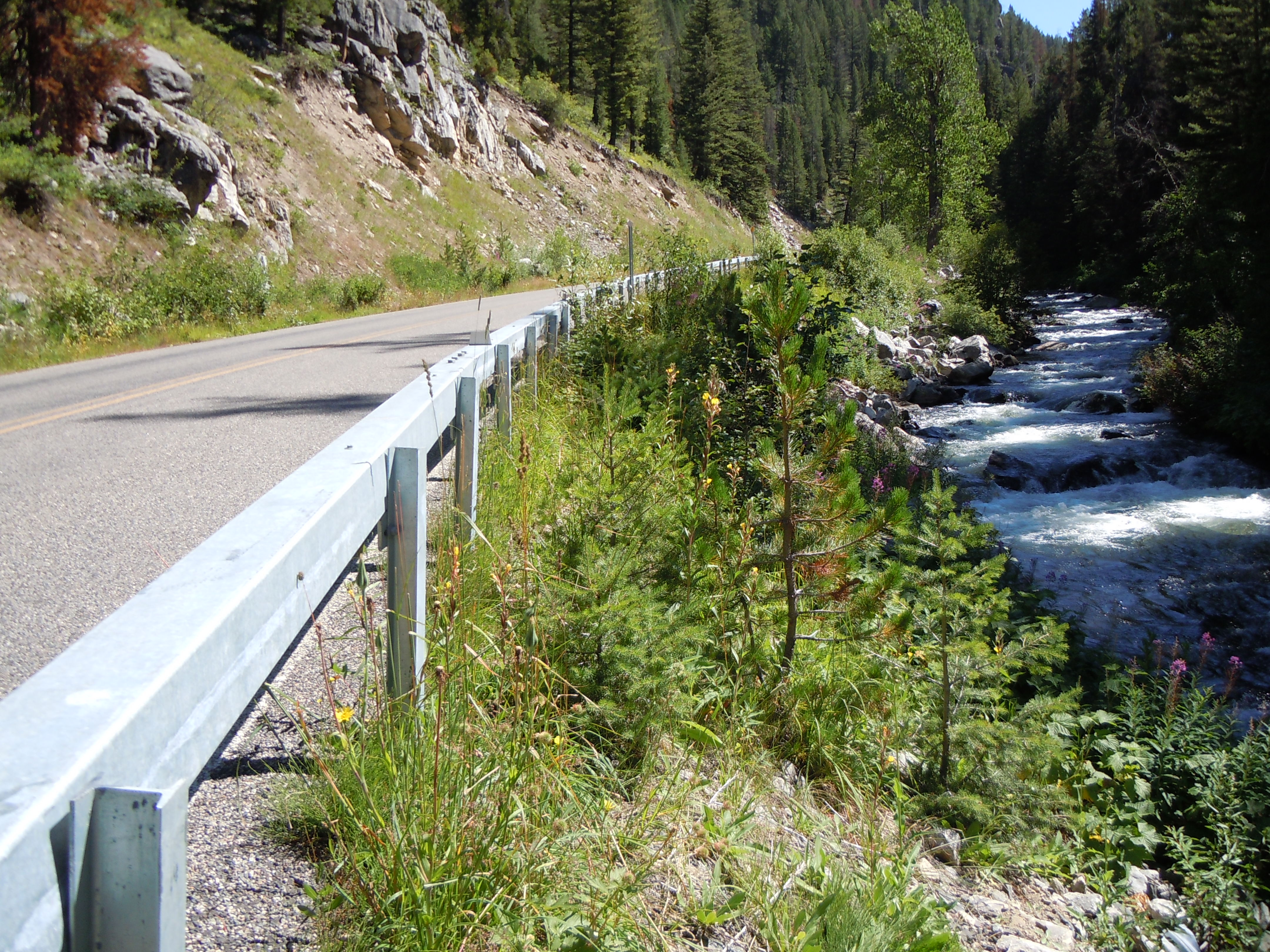
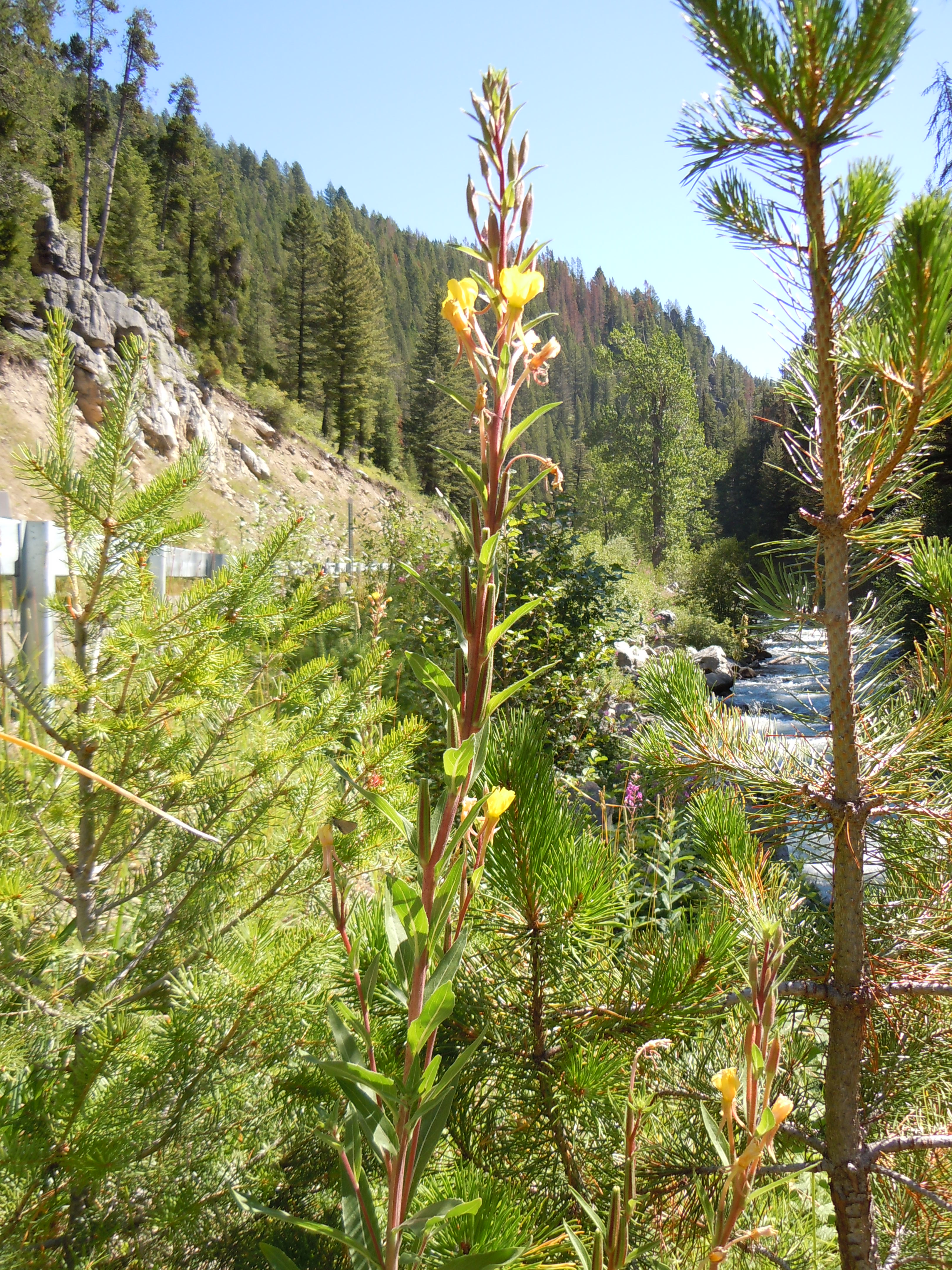
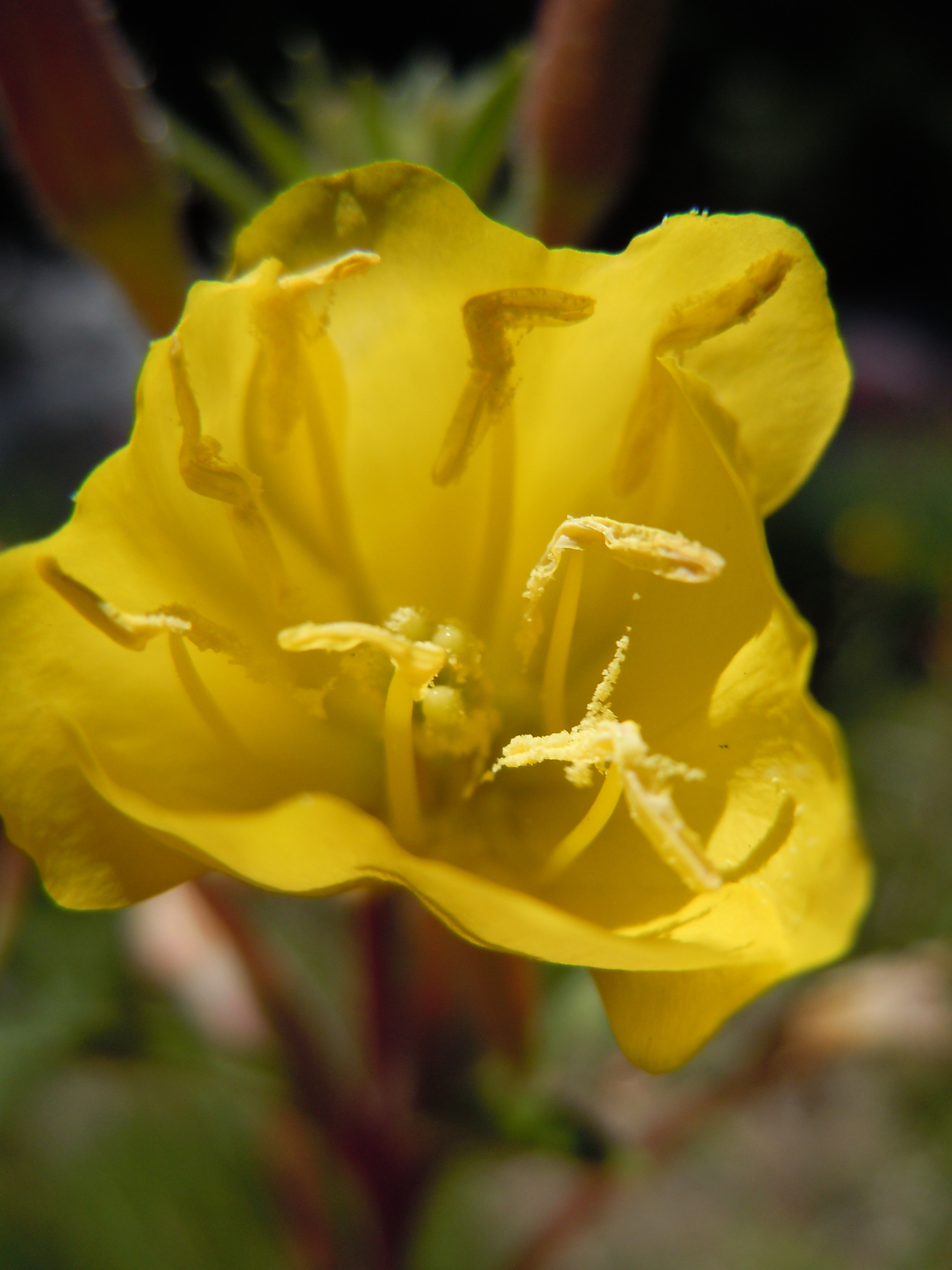
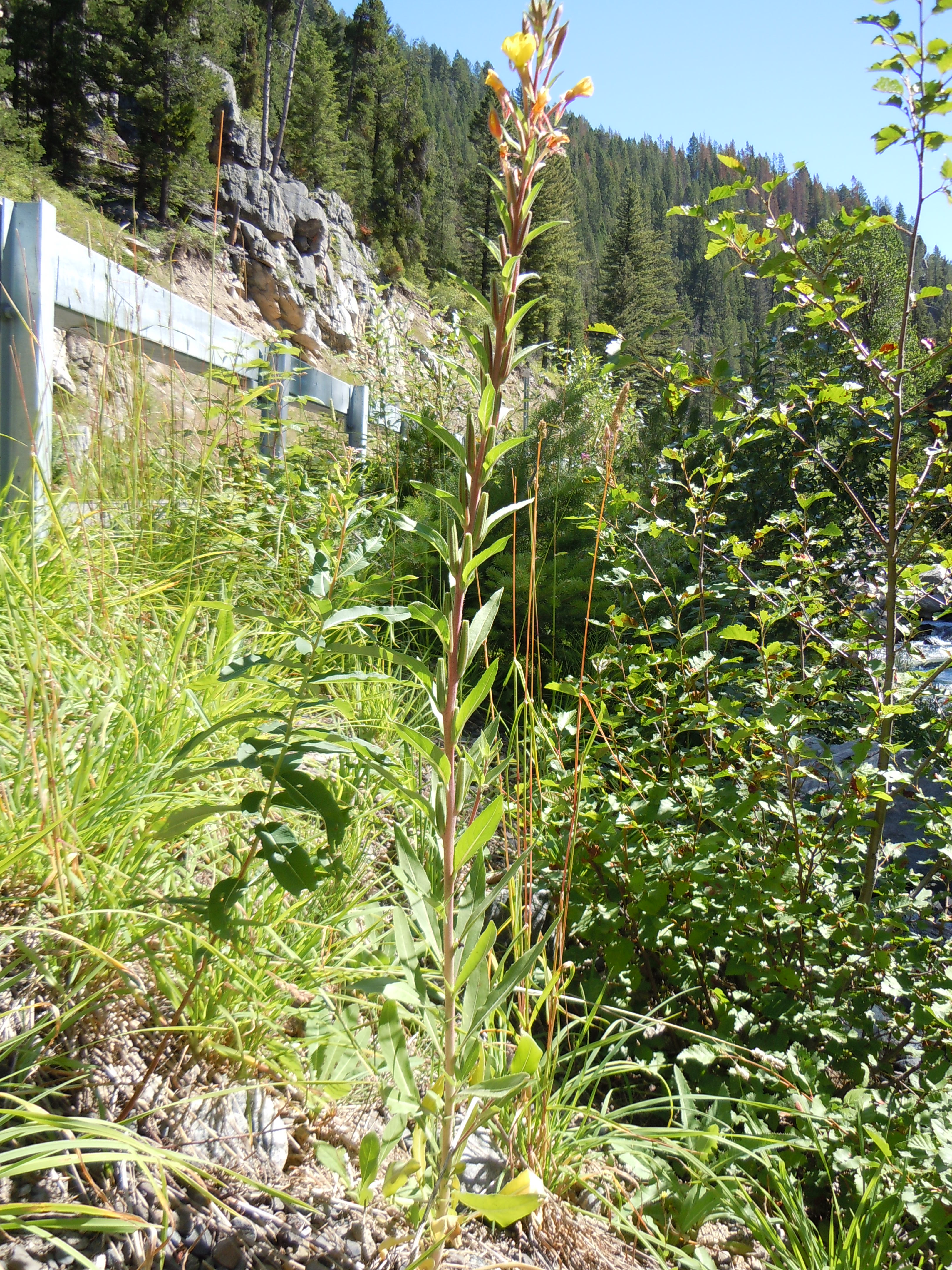